# ボーヴェ
ボーヴェ（Beauvais）はフランス北部オー＝ド＝フランス地域圏の都市（コミューン）である。オワーズ県の県庁所在地。1999年の人口は約5万5千人。

## 歴史
中世には伯爵領となり、その居城がおかれた。1225年からはアミアン大聖堂を抜いて世界最大の大聖堂となるはずだったボーヴェ大聖堂の建設が始まったが、高さに無理があったために二度にわたって崩落し、2021年現在でも身廊自体は未完成のままである（内陣は完成）。百年戦争においては、1346年に一度イングランド軍に攻められた後、1433年に再び包囲された。のち1472年にはブルゴーニュ公軍に包囲されたが、この包囲戦では、勇敢な女性ジャンヌ・アシェット（ジャンヌ・レーネ）の奮戦が知られている。これを記念して、毎年8月14日にボーヴェでは仮装行列が行われる。
第二次世界大戦でボーヴェの旧市街の八割は灰燼に帰し、中世およびルネサンスの重要な建造物が破壊された。

## 人口統計
| 1962年 | 1968年 | 1975年 | 1982年 | 1990年 | 1999年 | 2006年 | 2012年 |
| ------ | ------ | ------ | ------ | ------ | ------ | ------ | ------ |
| 33 995 | 46 777 | 54 089 | 52 365 | 54 190 | 55 392 | 55 481 | 54 289 |

source=1999年までLdh/EHESS/Cassini、2004年以降INSEE

## 交通
- パリ・ボーヴェ・ティレ空港 - ボーヴェから約5キロ離れたティレにある。

## 姉妹都市
- ヴィッテン、ドイツ
- メイドストーン、イギリス

## 出身有名人
- ユベール・ド・ジバンシィ - ファッションデザイナー、ジバンシィ創業者
- ギイ・グロッソ - 俳優
- ルシアン・テヴェ - 演奏家
- ジャン＝バティスト・デュボス - 歴史家
- アルノー・デマル - 自転車競技選手
- アントニー・ムファ・メズィ - プロサッカー選手